# Vallée de Payolle
Pour les articles homonymes, voir Payolle (homonymie).
La vallée de Payolle est une vallée située dans la zone centrale des Pyrénées françaises, qui débouche sur la vallée de Campan dans le département des Hautes-Pyrénées, en région Occitanie.

## Toponymie
Payolle est peut-être une variante de fajola « hêtraie » (cf. basque pʰago « hêtre »).

## Géographie

### Situation
Orientée ouest-est, la vallée s'étend sur environ 5,5 km avec une largeur entre 5,5 km. Elle démarre au lieu-dit de La Séoube à l'ouest et qui monte jusqu'au col d'Aspin à l'est, en partie nord sa limite s’arrête au col de Beyrède et son extrémité sud-est se termine à la Hourquette d'Ancizan.
Elle est implantée sur les communes d'Asté, Campan, Ancizan, Beyrède-Jumet-Camous, Aspin-Aure.
La majeure partie de la vallée se trouve dans le massif de l'Arbizon.

### Lieux-dits, écarts et quartiers
Villages, lieux-dits et écarts, du sud au nord :
- Payolle : du latin palĕa signifiant « paille » ;
- Trassouet : du patois béarnais tres huec, « trois feux » (au sens du foyer de cheminée) ;
- Pradille : diminutif de prat « pré » ;
- le Sarrat de Bon : deux mots pré-latins : sarrat « contrefort » et boun « colline », « mont » ;
- la Laurence : la laurença « terre fertile » ;
- La Séoube : la seuva « forêt » (latin silva) ;
- le Taillat : zone gagnée sur la forêt par coupe franche - ou taillis ?

Sélection de vues de la vallée.
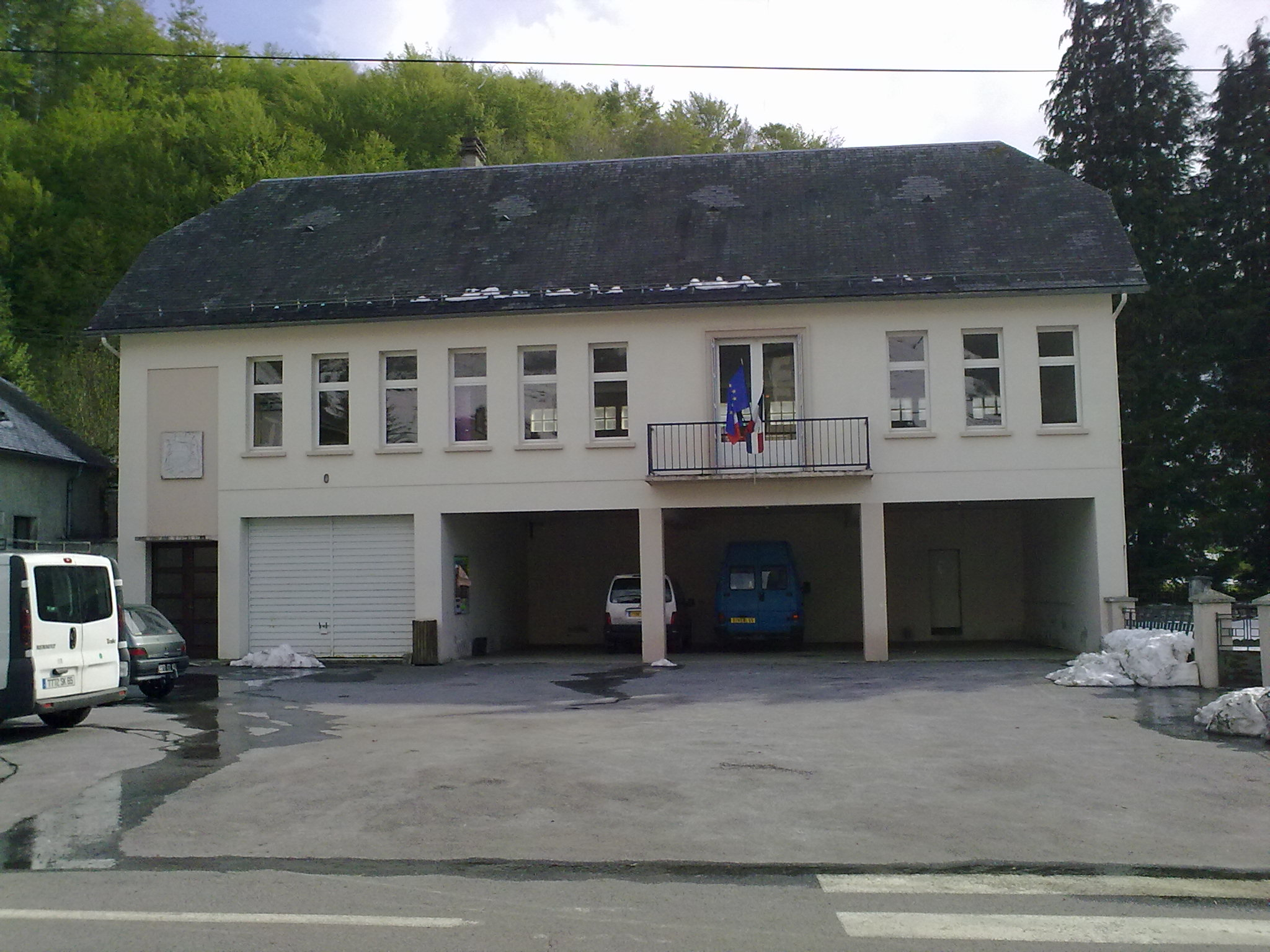
Mairie de La Séoube.
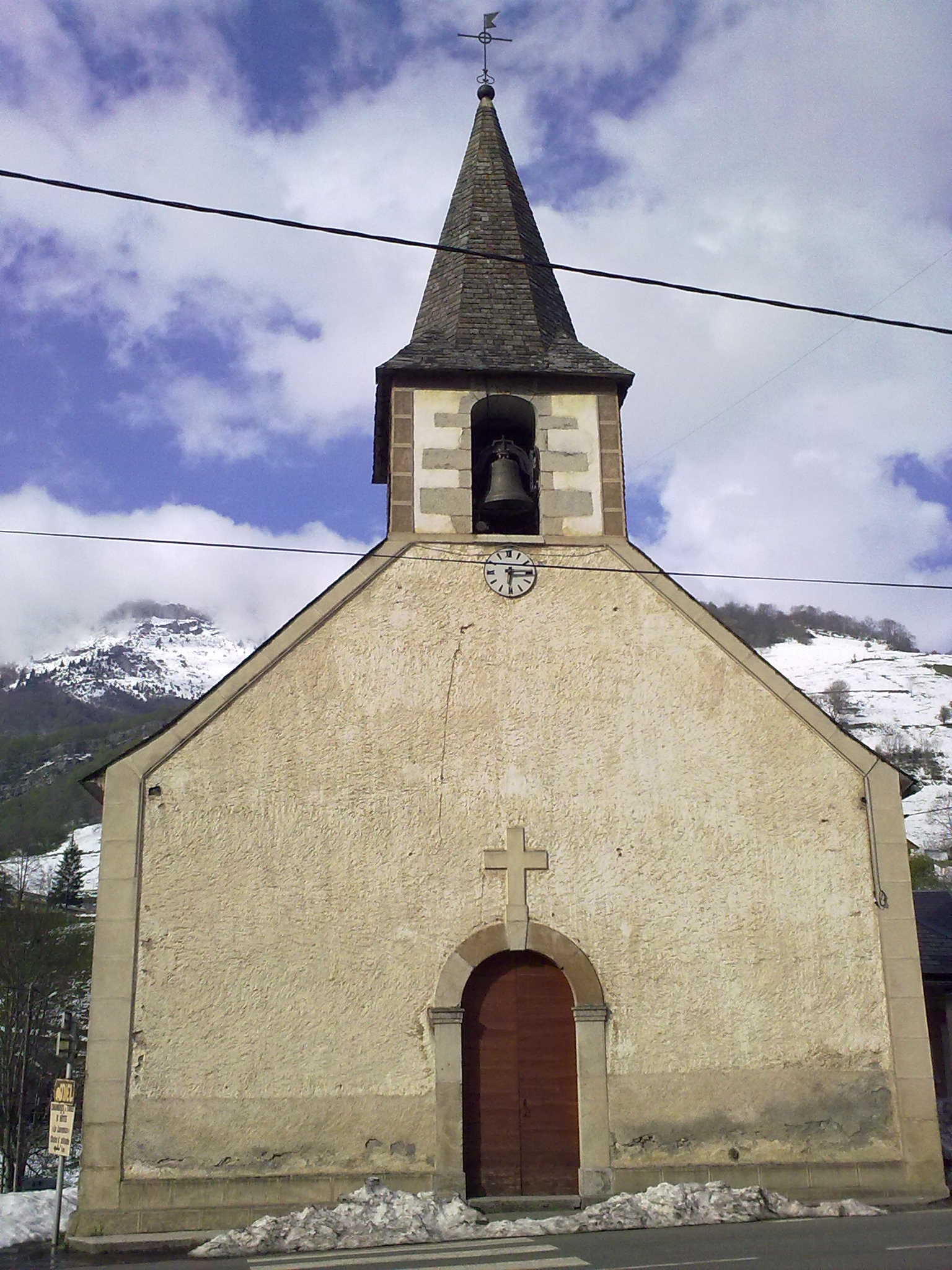
Église de La Séoube.

### Hydrographie
La vallée est traversée dans le sens est-ouest par l'Adour de Payolle, affluent droit de l'Adour, on y trouve aussi le lac de Payolle.

## Activités

### Sports d'hiver
La vallée  héberge la station de ski de Payolle-campan, une station familiale sur un site labellisé France ski de fond.

### Période estivale
L'été, le cirque du Lys est aménagé pour les VTTistes avec différents circuits tracés.
La vallée a été l'arrivée le 8 juillet de la 7e étape du Tour de France 2016 remportée par Steve Cummings.

### Protection environnementale
La vallée fait partie d'une zone naturelle protégée, classée ZNIEFF de type 1 et de type 2.

### Voies de communication et transports
On accède à la vallée par la route des cols ; la route départementale 918 en direction de Bagnères-de-Bigorre ou par l'autre versant du col d'Aspin par Sarrancolin.